# Tasty
Tasty è il terzo album della cantante R&B statunitense Kelis, pubblicato negli Stati Uniti il 5 dicembre 2003 dalla Star Trak, Arista.

## Tracce
1. Intro – 1:30
2. Trick Me – 3:26 (Dallas Austin)
3. Milkshake – 3:02 (Pharrell Williams, Chad Hugo)
4. Keep It Down – 3:26 (Dallas Austin, Lonnie Lynn, Dion Wilson)
5. In Public (feat. Nas) – 4:25 (Dana Stinson, Kelis Rogers)
6. Flashback – 3:25 (Pharrell Williams, Chad Hugo, Kelis Rogers)
7. Protect My Heart – 4:24 (Pharrell Williams, Chad Hugo)
8. Millionaire (feat. André 3000) – 3:44 (André Benjamin, Kelis Rogers, Douglas Davis, Ricky Walters)
9. Glow (feat. Raphael Saadiq) – 4:00 (Raphael Saadiq, Glenn Standridge, Bobby Ozuna, Kelvin Wooten, Taura "Aura" Jackson)
10. Sugar Honey Iced Tea – 3:23 (Pharrell Williams, Chad Hugo)
11. Attention (feat. Raphael Saadiq) – 3:24 (Raphael Saadiq, Glenn Standridge, Bobby Ozuna, Kelvin Wooten, Kelis Rogers)
12. Rolling Through the Hood – 4:45 (Pharrell Williams, Chad Hugo)
13. Stick Up – 3:51 (Damon Blackmon "Grease", Kelis Rogers)
14. Marathon – 4:35 (Raphael Saadiq, Glenn Standridge, Bobby Ozuna, Kelvin Wooten, Kelis Rogers)

Tracce aggiunte bella versione giapponese
1. Milkshake (X-Press 2 Triple Thick Vocal Mix) – 9:30 (Pharrell Williams, Chad Hugo)
2. Milkshake (DJ Zinc Remix) – 5:59 (Pharrell Williams, Chad Hugo)

## Classifiche

### Classifiche settimanali
| Classifiche (2003-04) | Posizione massima |
| --------------------- | ----------------- |
| Australia             | 41                |
| Austria               | 20                |
| Belgio (Fiandre)      | 35                |
| Danimarca             | 15                |
| Francia               | 60                |
| Germania              | 51                |
| Irlanda               | 15                |
| Italia                | 43                |
| Norvegia              | 19                |
| Nuova Zelanda         | 48                |
| Paesi Bassi           | 16                |
| Regno Unito           | 11                |
| Stati Uniti           | 27                |
| Svezia                | 48                |
| Svizzera              | 14                |

### Classifiche di fine anno
| Classifica (2004) | Posizione |
| ----------------- | --------- |
| Paesi Bassi       | 55        |
| Regno Unito       | 53        |
| Stati Uniti       | 161       |